# Radiadraulic

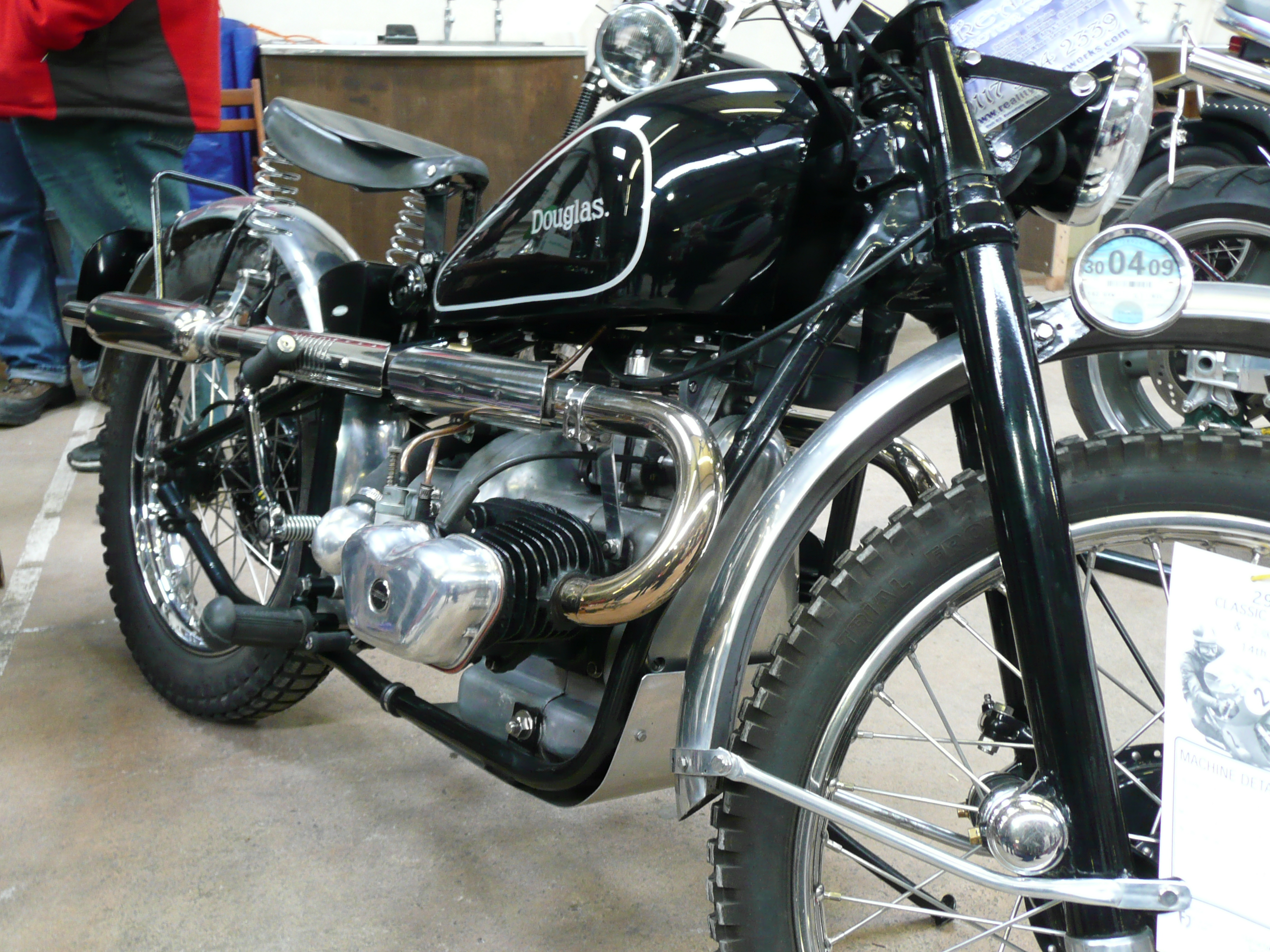
Douglas 350 Competition uit 1950 met een radiadraulic.

Een Radiadraulic was een hydraulisch geveerde telescoopvoorvork met korte schommelarmen die werd toegepast op de Douglas T 35 motorfiets uit 1947 en op latere modellen van dit merk.